# إيفان بوفا
إيفان بوفا مواليد 6 مايو 1991 في زغرب، هو لاعب كرة سلة كرواتي. بدأ مسيرته الاحترافية في سنة 2011. يلعب مع بلباو باسكت كلاعب وسط. يحمل الرقم 25. يبلغ طوله 6 قدم 10 بوصة (2.1 م).

## المسيرة الاحترافية
لعب مع نادي سيدفيتا لكرة السلة في موسم 2012–2013، ثم لعب مع بالاكانسترو كانتو في الدوري الإيطالي في موسم 2014–2015، ثم لعب مع إس إس فليتشي سكاندون في موسم 2015–2016، ثم لعب مع بلباو باسكت في الدوري الإسباني في سنة 2016.

## روابط خارجية
- إيفان بوفا على موقع الاتحاد الدولي لكرة السلة (الإنجليزية)
- إيفان بوفا على موقع دوري كرة السلة الياباني للمحترفين (اليابانية)
- إيفان بوفا على موقع الدوري الإسباني لكرة السلة (الإسبانية)
- إيفان بوفا على موقع كرة السلة الأوروبية.كوم (الإنجليزية)
- إيفان بوفا على موقع ريلجم (الإنجليزية)
- إيفان بوفا على موقع بروبوليرز (الإنجليزية)
- إيفان بوفا على موقع سبورتس رفرنس (الإنجليزية)